# 天 (仏教)
仏教における天（てん、梵: देव [デーヴァ]）とは、衆生が生死流転する六道のうちの最上部にある世界のことであり、天界、天上界（てんじょうかい）、天道とも呼ばれる。天界は、この地上から遙か上方にあると考えられている。
天界は大乗仏教と上座部仏教のいずれの教義においても六道輪廻の最上部に位置する世界と位置付けられている。
天界の住民の総称を天人、天部（てんぶ）、天衆といい、神やその眷族が住んでいる。諸天部、天部神ともいう。インドのバラモン教の神々や神々の住む世界観が仏教に取り入れられて護法善神となったものである。

## 語源
サンスクリット語のデーヴァ (deva) は「神」に相当する語であり、インド神話の天空神ディヤウスや、印欧祖語を介してラテン語・キリスト教のデウスやギリシア神話のゼウスとは同根語である。
中国において「天」と訳され、日本語においてもそれが踏襲されている。天部の神々も「天」（梵天・帝釈天など）、天部の神々が住む世界も「天」と訳されるため、漢字文化圏ではしばしば混同される。仏像の「天部像」の「部」は「部門」「グループ」という意味である。例えば天部の神々の像を指すときには、「天」だけでも意味が通じるはずだが日本語では「天像」とは言わず「天部像」と言いならわしている。
devaは天神、天人とも訳すが、その場合は多少ニュアンスが異なる。ゾロアスター教においてはデーヴァに相当するダエーワは悪神・悪魔に位置付けられている。

## 教義の概略

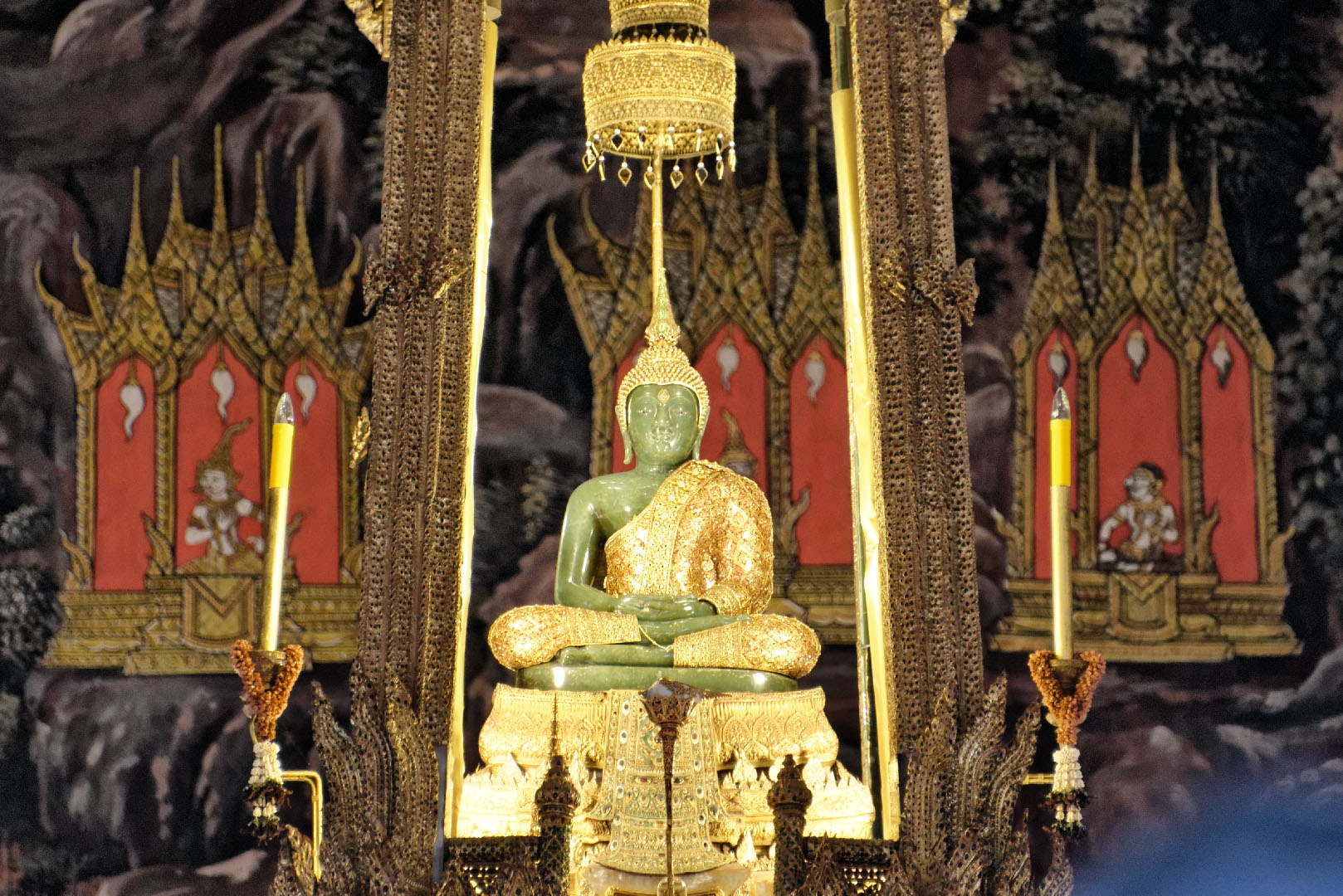
タイのエメラルド仏。仏法に教化され護法善神になったインドラ（帝釈天）と建築神ヴィシュヌが材料調達を担い、天界からもたらされた宝玉によって造像されたという。

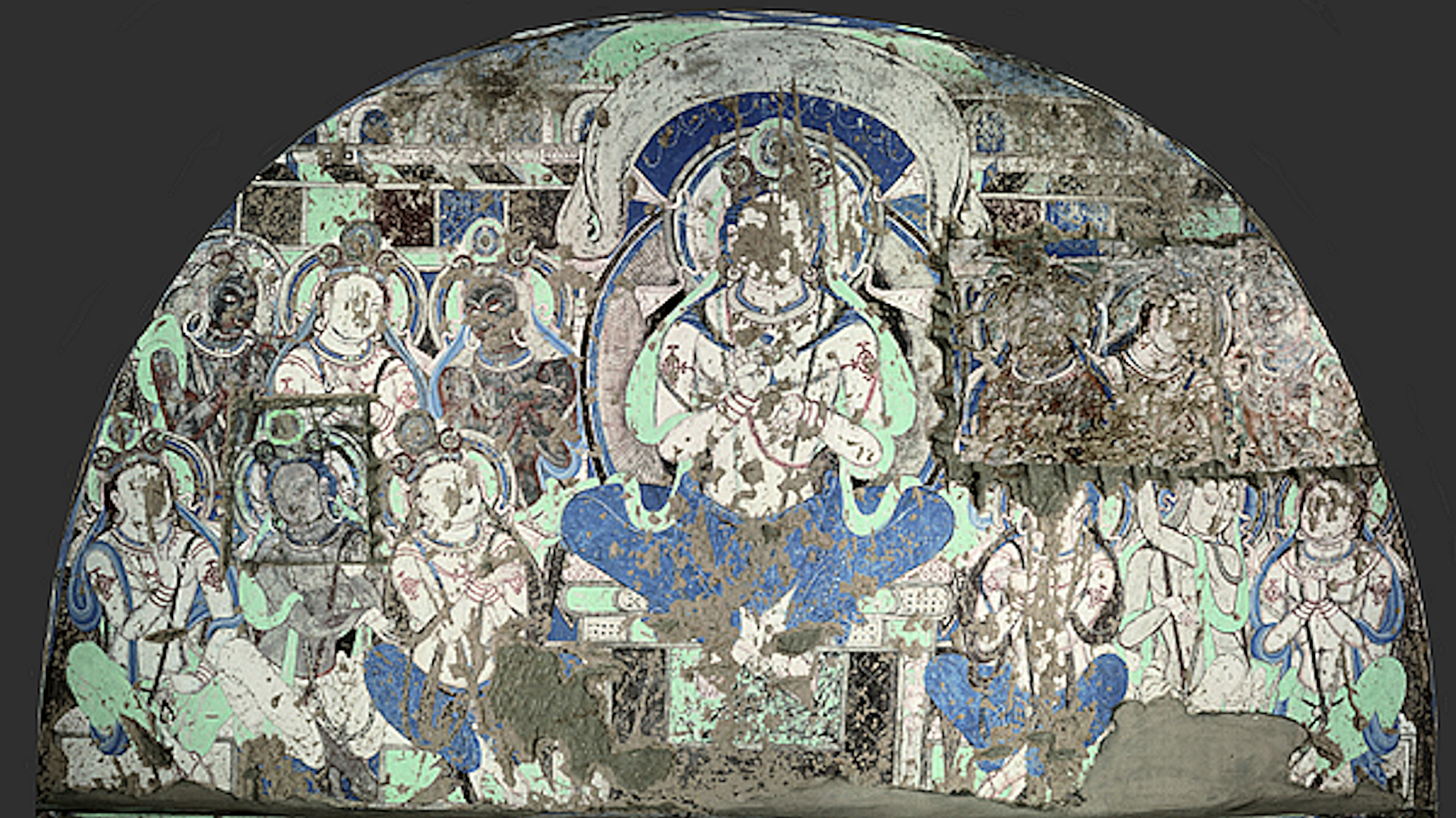
兜率天の弥勒菩薩（キジル石窟）

「天界」と「仏界の浄土」はしばしば混同されるが、大乗仏教の教義上別の世界で仏界（浄土）の方が天界より上位に位置する。浄土教系諸宗派の教義によれば、六道輪廻で生まれ変わることのできる最上位の天人（天の人々）は清浄であるが不老不死ではなく寿命を迎えれば六道のいずれかに転生するのに対して、阿弥陀如来の教化する極楽浄土に往生した者は永遠の生命と至福が得られるという。『往生要集』では現世の人間より遥かに楽欲を受ける天人でも最後は天人五衰の苦悩を免れないと説いて、速やかに阿弥陀如来に帰依し六道輪廻から解脱すべきと力説している。
上座部仏教の教義では、六道輪廻の最上位である天界よりも上位に位置する仏界（浄土）の存在を認めず、在家信者の善人は六道輪廻の最上位である天界に転生できるが不老不死ではなく、寿命を迎えると再び六道のいずれかに転生すると説く。また上座部では天の神々の存在は認めるが、釈迦如来以外の仏（阿弥陀如来など）は後世に創作されたものであるとして信仰の対象にしない（大乗非仏説）。これらの理由により上座部の国々では輪廻転生が広く信じられて時としてカースト的な思想が存在することもあれば、釈迦如来以外の仏を信仰対象にしないため代わりにバラモン教に起源をもつ梵天（ブラフマー）などの天の神々が広く信仰されていたりすることがある。このように上座部仏教とヒンドゥー教（バラモン教）とでは天と天の神々に関する信仰や教義解釈が極めてよく近似しているという特徴がある。ただし仏教では梵天（ブラフマー）が世界の創造神だという考えを否定する。
兜率天は将来如来になる者が住む所とされ、現在は弥勒菩薩が住んでいるという。釈迦も前世は兜率天にいたが白象に化してマーヤーの胎内に入り現世に現れたとされる。そのため死後に兜率天に転生することを望む「兜率往生」の信仰が仏教のかなり早い段階から存在したが、それが浄土思想の萌芽になったと考える説もある。キジル石窟では兜率天の弥勒菩薩が多く描かれているが、これは「兜率往生」の信仰に基づいたものと考えられている。

## 天界と六道
天道は、六道の最上位である（この文脈では天道と訳すことが多い）。そのすぐ下位が人の住む人道である。五趣や六趣（六道）のうち、天は苦悩が少なく最高最勝の果報を受ける有情が住む清浄な世界。
現在の大乗仏教では人道の下に阿修羅が住む阿修羅道が位置するが、初期仏教では六道のうち阿修羅道がなく五趣とされ、阿修羅は天に住んでいた。
天台宗では六道の上に仏陀が属する仏界などの四聖を加え十界とするため、その上から第5位が天界となる。
天界についても三界として以下に分類される。
- 無色界[1]（無色天、無色界天、四禅定） - 欲望や色（肉体や五感などの物質的世界）から超越した、精神のみの世界。禅定の段階により4天に分けられる。
- 色界[1]（色天、色界天、色行天、色界十八天） - 欲望からは解放されたが、色はまだ有している世界。禅定の段階により大きく4つに分けられる。
- 欲界 कामधातु (Kāmadhātu) - 欲にとらわれた世界。

## 天界の神々と住民

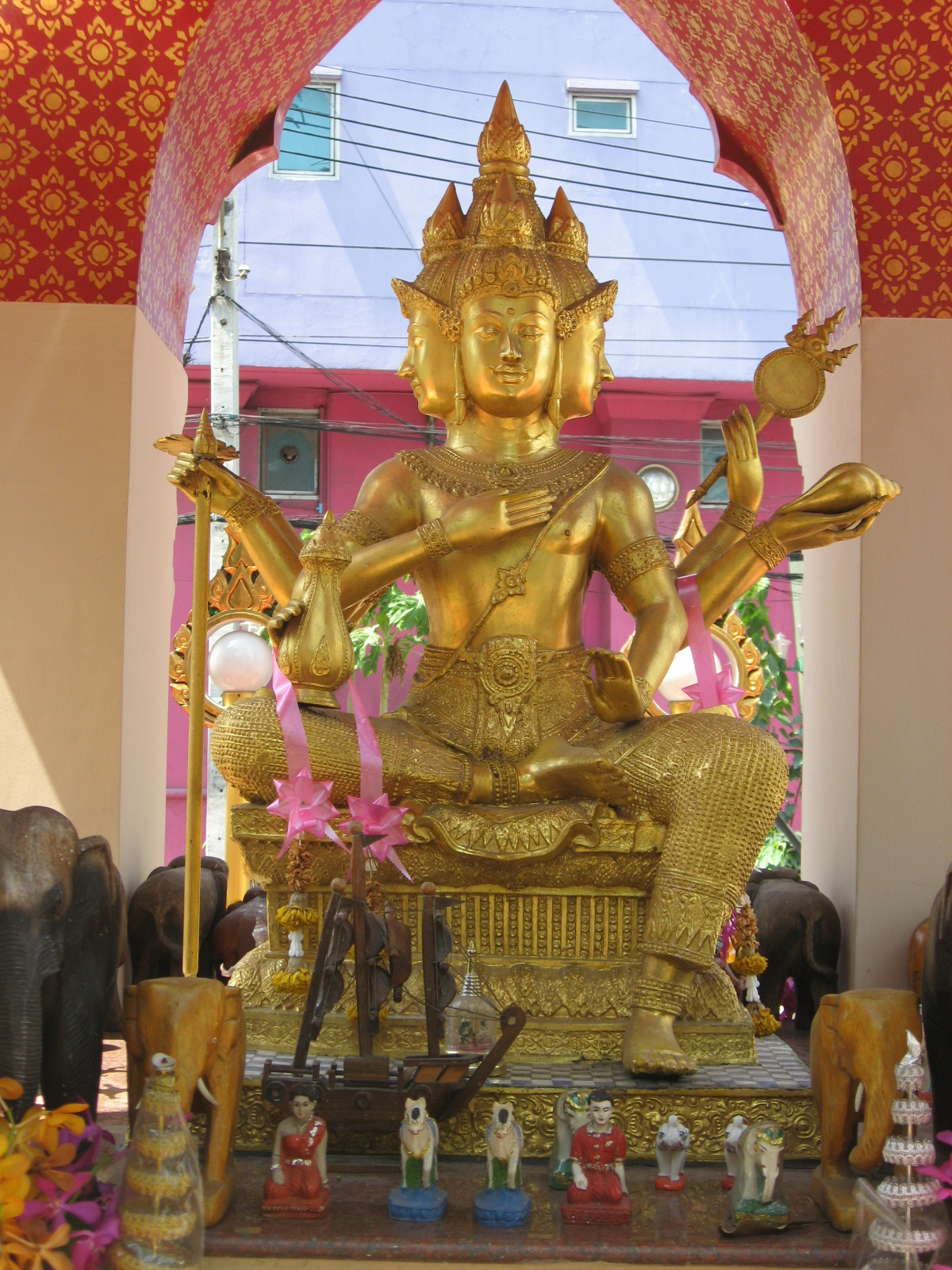
タイのバンコクで祀られる梵天（ブラフマー）像

西洋の神々・天使との違いは以下が挙げられる。大乗仏教と上座部仏教でおおむね教義は同一である。仏教では創造神という概念を否定する。この世界や輪廻転生の摂理は因果によって生じたのでありヤハウェのような創造神はいない。『大悲経』によれば梵天（ブラフマー）は我こそが世界の創造神であると称していたが、釈迦に「ではあなたは誰によって創造されたのか？」「輪廻転生の摂理もあなたが創造したのか？」と問われ答えることができず、自らが創造神だという考えを改めたという。
- 天人（天界の神々）は長寿で、空を飛ぶなどの神通力が使える。
- 天人も衆生にすぎず、全知でも全能でもない。
- 天人は不死ではなく（天人が死ぬ前には天人五衰という兆しが現れる）、死ねば他の衆生同様、生前の行いから六道のいずれかに転生する。天界での生活は苦が少なく享楽に満ちているため天人はみな輪廻から解脱しようとは考えず、また利他行も行わず善行をあまり積まないため、天人が死後再び天人として生まれ変わることは稀で六道の下位に転生することが多いという。
- 天人は道徳的に完璧な存在ではない。悟りを開いてはおらず、煩悩から解放されていない。悟りを得て解脱した者は、輪廻から解放され六道に属さない涅槃の状態になる。涅槃について浄土を想定しない上座部仏教では「灰身滅智」の状態または肉体のない不可知的な状態と解釈し、大乗仏教では仏の教化する浄土・極楽へ赴くのだと解釈する。
- 天人も仏法に教化され解脱することを望んでいる。

天部のルーツである古代インドのバラモン教の神々は、宇宙の創造神から、悪霊鬼神の類に至るまでさまざまである。そのうちには、男性神（毘沙門天、大黒天など）、女性神（吉祥天、弁才天など）、貴紳形（梵天）、天女形（吉祥天）、力士形（金剛力士）、武将形（十二神将）など、さまざまな形態や性格のものを含む。
梵天、帝釈天、吉祥天、弁才天、伎芸天、鬼子母神、大黒天、四天王、竜王、夜叉、聖天、金剛力士、韋駄天、天龍八部衆、十二神将、二十八部衆などの天部が存在し、貴顕天部と武人天部に二分される。仏教の尊像においては、如来、菩薩、明王、天という4区分の4番目にあたる。

### 大乗仏教での尊格
日本の大乗仏教の信仰・造像の対象となっている、広い意味での「仏」は、その由来や性格に応じ、「如来部」「菩薩部」「明王部」「天部」の4つのグループに分けるのが普通である。「如来」とは「仏陀」と同義で「悟りを開いた者」の意、「菩薩」とは菩提を開くために修行中の者の意、なお顕教では、十界を立てて本来は明王部を含まない。これに対し密教では、自性輪身・正法輪身・教令輪身の三輪身説を立てて、その中の「明王」は教令輪身で、如来の化身とされ、説法だけでは教化しがたい民衆を力尽くで教化するとされる。そのため忿怒（ふんぬ）といって恐ろしい形相をしているものが多い。以上3つのグループの諸尊に対して、「天部」に属する諸尊は、仏法の守護神・福徳神という意味合いが濃く、現世利益的な信仰を集めるものも多数存在している。

### 天部の諸尊
天部の神を代表するものに、梵天、帝釈天、持国天・増長天・広目天・多聞天（毘沙門天）の四天王、弁才天（弁財天）、大黒天、吉祥天、韋駄天、摩利支天、歓喜天、金剛力士、鬼子母神（訶梨帝母）、十二神将、十二天、八部衆、二十八部衆などがある。
数尊を集めて護法や守護神的な威力を高めたものとして、四天王・八部衆・十二天・十二神将・二十八部衆などが挙げられる。
安置形態としては、寺院の入口の門の両脇に安置される場合、本尊の周辺や仏壇の周囲に安置される場合などさまざまであり、毘沙門天、弁才天などは堂の本尊として安置され、崇敬の対象となっている場合もある。

### 守護尊としての天部
天部の神々は釈迦時代以前から古代インドでまつられてきたが、多くは各地の民族や部族の神々であった。それらの民族神は作物豊穣から魔物退散などの他に、特に戦勝を祈る好戦的な神々が目立ったため、仏教経典においては、好戦的な神々をもブッダの威光に服し、仏法のもと人々を守護することを誓ったと説く。そうして仏教を信仰する国の人々を守護する、守護尊となったとされる。
日本では仏教伝来以降、奈良時代から鎮護国家の寺院にまつられた。護国経典の『金光明経』にちなんで、国分寺は「金光明四天王護国之寺」と呼び、鎮護国家の役割を期待されていたほどである。なお、現在でも国分寺の正式名称である。